# Lexikalischer Kasus
Als lexikalischer Kasus wird (vor allem in der generativen Grammatik) das Gegenteil von strukturellem Kasus bezeichnet. Während die strukturellen Kasus, vor allem Nominativ und die meisten Vorkommen des Akkusativs, von der Satzstruktur als solcher abhängen, hängt das Erscheinen eines lexikalischen Kasus von Eigenschaften einzelner Verben ab. Es handelt sich typischerweise also um Unregelmäßigkeiten in der Markierung von Objekten, die mit einzelnen Verben mitgelernt werden müssen.
Auch ein Akkusativ ist in einigen Sonderfällen als lexikalischer Kasus anzusehen, nämlich wenn er dazu dient, die einzige Ergänzung eines Verbs zu markieren; dies ist dann eine "lexikalische" Eigenschaft einzelner Verben (sogenannter unpersönlicher Verben), die damit von der Regel abweichen, dass die einzige Ergänzung eines Verbs im Nominativ steht, z. B.:
- „mich friert“
- „mich dürstet“

Beispiele für Objekte mit lexikalischem Kasus aus dem Neuhochdeutschen sind:
- „Jemand half dem Verletzten“ (Dativ, hängt von "helfen" ab, vgl. Akkusativ bei "versorgen", "unterstützen" etc.,)
- „Man gedachte der Verstorbenen“ (Genitiv, hängt von "gedenken" ab)

Beispiele aus dem Lateinischen:
Lexikalischer Akkusativ zusammen mit Genitivobjekt:
- Pudet me eius.

sich schämen-präs.3sg ich-akk er-gen
(Wörtlich: „Mich schämt seiner.“)
„Ich schäme mich seiner.“
Ablativ als Kasus des Objekts:
- Patientia nostra abuteris

Geduld-ablativ unser-abl missbrauchen-2sg
„Du missbrauchst unsere Geduld“.
Lexikalischer Kasus kann naturgemäß nur in morphologiereichen Sprachen auftreten, die mehrere Kasusformen eines Nomens unterscheiden, z. B. Altgriechisch, Isländisch, Hindi und die Mehrzahl der slawischen Sprachen. Im Übrigen lässt sich das Phänomen aber auch als verwandt zu dem Phänomen der Präpositionalobjekte sehen, wo ein Verb statt eines bestimmten Kasus eine bestimmte Präposition an seiner Ergänzung verlangt.

## Quirky case
Ein besonderer Fall von lexikalischem Kasus ist das Phänomen des quirky case, bei dem Ergänzungen in typischen Objektskasus wie Dativ Eigenschaften von Subjekten annehmen (dieses Phänomen existiert zwar im Deutschen nicht, findet sich aber im Isländischen).